# オスカー・スレイター事件
オスカー・スレイター事件（オスカー・スレイターじけん、英語: The Case of Oscar Slater）は、1908年にスコットランドで発生した殺人事件である。グラスゴーに住む裕福な老婦人が撲殺され、ユダヤ系ドイツ人のオスカー・スレイターが国外逃亡犯としてアメリカで逮捕された。スレイターは一貫して無実を主張したが、裁判では多数の目撃証言を決め手として有罪とされ、死刑判決を下された。
しかし、裁判に対する疑問から集まった助命嘆願によりスレイターは終身刑に減刑され、小説家のアーサー・コナン・ドイルを始めとした多くの著名人も事件の冤罪性を訴えてスレイターを支援した。さらに捜査に加わっていた現職警官も真犯人の存在を指摘する内部告発を行い、政府による事件の再調査も行われた。再調査ではスレイターに対する有罪判決は覆らなかったものの、その後重要な目撃証人たちが相次いで証言を撤回し、冤罪を訴える声が高まったことにより議会は事件に対する控訴を認める特別法を定めた。そして、事件発生からおよそ20年が経過した1928年にスレイターは控訴審で無罪判決を受け、事件は冤罪と認められた。

## 事件

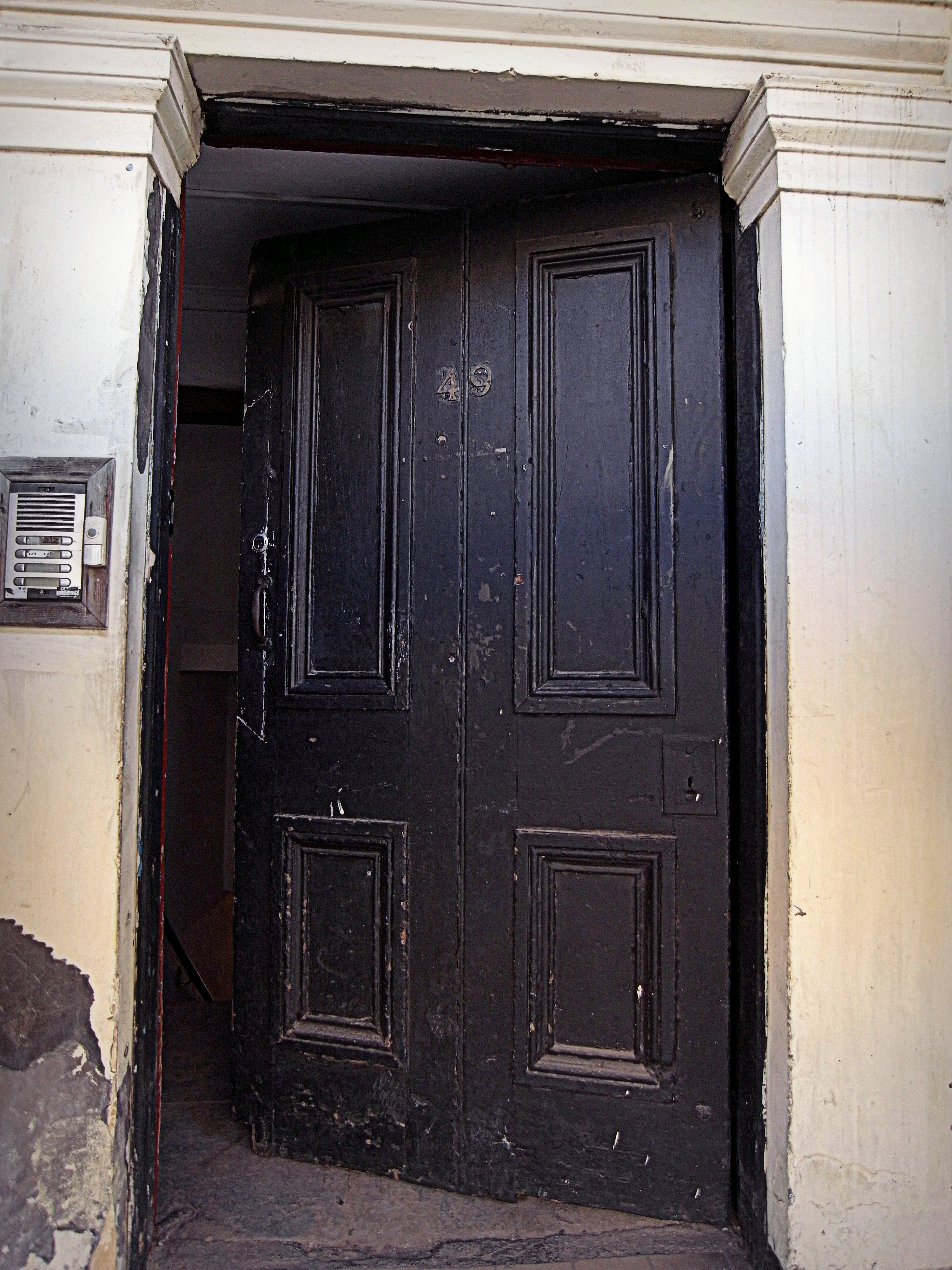
ギルクリスト宅のドア

事件の被害者となったのは、グラスゴー西部、クィーンズ・テラス15号（下図参照）に在するフラットの2階に住んでいた、当時83歳の女性マリオン・ギルクリスト (Marion Gilchrist) である。ギルクリストは多くの宝石や貴金属を自宅に持っており、周囲からは盗品の故買をしていると無根拠に噂されていた。用心深い性格のギルクリストは物盗りを恐れ、玄関ドアに3つの錠とチェーンを付けていた。
1908年12月21日の夕方、ギルクリストは使用人であったヘレン・ランビー (Helen Lambie) に使いを頼み、ランビーは玄関に鍵をかけ、ギルクリストを一人室内に残して10分ほどの予定で外出した。19時頃、ギルクリストの真下の部屋の住人であるアーサー・アダムス (Arthur Adams) が物音を聞きつけて上階のギルクリスト宅へ向かった。それと同時刻に使いから戻ったランビーも異常を察知し、玄関の鍵を開けると、室内から「立派な身なりをした」「とても愛想のいい様子」の男が現れ、2人の横をすり抜けて階段を駆け下りていった。アダムスによれば、ランビーはその男を見てもまったく驚いた様子を見せなかったため、アダムスは彼がギルクリストの知人であるような印象を受けたという。
その直後、フラットが面するウェスト・プリンセス・ストリートを歩いていた当時14歳のメアリー・バロウマン (Mary Barrowman) が、フラットから走り出てきた男に体をぶつけられている。バロウマンは男の顔をおよそ2秒間目撃した。さらに19時8分頃にも、フラットの表通りを歩いていた市民が、2人の男が通りを駆けてゆくのを目撃している（下図参照）。
室内に残されたギルクリストは頭部と胸部を強く撲られており、ほどなく死亡した。アダムスはすぐに男を追いかけたが、見失った。ギルクリストの壊された書類箱から中身が部屋中にばら撒かれていたが、宝石箱から無くなったものはダイヤ入りの三日月型ブローチが一つだけで、その他テーブル上に放置されていたものを含めた1382ポンド25シリング相当（元の購入金額はこの2倍以上とされる）の宝石や貴金属は手つかずのままであった。

## 捜査
3人の目撃証言を総合したグラスゴー市警は当初、ランビーとアダムスが目撃した男と、バロウマンが目撃した男は別人であると判断していた。
しかし12月25日、とある市民が、自分の通っているクラブの仲間であるオスカー・スレイター (Oscar Slater) というユダヤ系ドイツ人が「ダイヤ入りの三日月型ブローチ」の質札をしきりに売りたがっている、と市警に通報した。そのブローチは実際には事件の1か月前から質入れされていたスレイターの愛人の物であり、市警も事件の翌日にはそれを認識していた。
だが、スレイターは通報のあった日に住居を引き払い、愛人とともに偽名でルシタニア号に乗って翌26日にリヴァプールからニューヨークへ出国していた。これを知った市警は、スレイターの行動を高飛びと判断し、スレイターに対して逮捕状を発行して200ポンドの賞金を懸けた。市警自身が「混同せぬように」と念押しまでしていた2人分の人相書は、以降スレイター1人のものとして纏められた。

### 被疑者

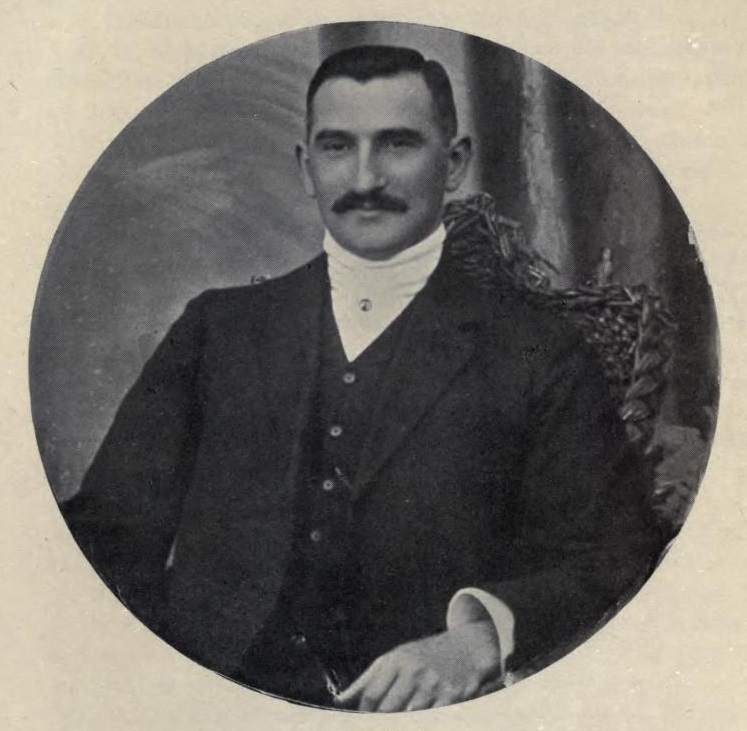
オスカー・スレイター（1908年）

スレイターは1872年1月8日にプロイセン王国シュレージエン州オペルンで、オスカー・ヨーゼフ・レシュツィナー (Oscar Joseph Leschziner) として、パン屋を営むユダヤ人の両親の下に生まれた。本人の弁によれば6人兄弟の1人で、かつてはハンブルクの銀行にも勤めていたが、徴兵年齢に達する頃にそれを逃れてイギリスへ渡ったという。名前を変えたのはイギリス人にも発音しやすくするためとされるが、その他に「ジョージ」や「アンダーソン」などの偽名も使い分けていた。表向きには宝石商と歯科医を名乗っていたが、実際にはあちこちの街を渡り歩いて賭場を経営しており、愛人に売春をさせて生活しているとも噂されていた。
スレイターは1908年10月29日にロンドンからグラスゴーへ着き、11月6日からセント・ジョージズ・ロードのフラットに愛人・使用人とともに入居していた。
事件当時のスレイターは37歳手前、身長5フィート8インチでがっしりとした体格を持ち、紛れもない外国人の風貌と特徴ある鼻をした男であった。

## 裁判

### ニューヨークでの審理
12月29日に国際電報がアメリカへ打たれ、スレイターは年をまたいだ1909年1月2日にニューヨーク港で逮捕された。その時にスレイターが持っていた荷物の中からは、子鹿色の防水製オーバーコート、黒っぽいフェルトのハット（バロウマンの目撃証言にあったドニゴール・ハットではない）、そして頭部長3.5インチのハンマーが発見されている。
アメリカ側がスレイターの送還を許可するのを待てず、グラスゴー市警はランビー、アダムス、バロウマンの3人をニューヨークへ向かわせた。アダムスは、自分は近視なので役に立てない、と抗弁したが、聞き入れられなかった。この時、ランビーとバロウマンはニューヨークまでの船旅を、12日間同じ船室で過ごしている（ただし、2人は証言について口裏を合わせたことはないと主張している）。
スレイターのイギリスへの引き渡しを求める裁判は、1月19日から連邦地方庁舎で開かれた。審理の直前、護送されてきたスレイターと法廷の前ですれ違ったランビーとバロウマンが、「あの男が法廷に入ってゆくわ」と同時に同じ言葉を口にした、と2人に付き添っていたグラスゴー市警警部ジョン・パイパー (John Pyper) は後に述べた。しかし、このときスレイターを護送していた裁判所職員は、イギリス側の代理人が2人に合図を送っていたと語っている。
3人の目撃者は、ニューヨークの法廷でそれぞれ次のように語った。
ランビーの証言判事から犯人についての詳しい説明を求められたランビーは、「顔は分かりません。顔は一度も見ませんでした」「見たのは歩き方です」と述べ、識別の根拠はその男の特異な歩き方であると説明した（ただし、ランビーが犯人が歩く姿を目撃できたのは3、4ヤード分である）。その後、廷内の人間から犯人を選ぶように言われたランビーは「言いたくはないのですが」とためらい、判事との押し問答の末に「とても怪しい人」としてスレイターを指さした。
バロウマンの証言同様の質問に対してバロウマンは、ためらうことなくスレイターを指さし「とてもよく似ています」と述べ、識別の根拠はその鼻である、とも述べた。
アダムスの証言アダムスはスレイターを指さして「あの男に全く似ていないわけではありません」としたが、「はっきりと断言はできません」と述べた。「犯人の曲がった鼻に気が付いたか」「歩き方に目立った点はあったか」との質問にはどちらも「いいえ」と答えた。
スレイターの弁護人は、スレイターが強制送還される法的根拠はないと主張した。しかしスレイターは「自分には何ひとつやましい点はない」と述べ、弁護人の忠告を無視して2月6日に送還を拒否する権利を放棄。14日にコロンビア号でニューヨークを発ち、21日にクライド港へ戻った。

### エディンバラでの審理

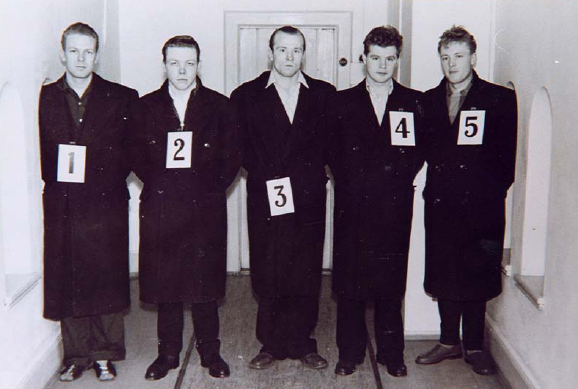
パレードの一例

スコットランドでの裁判に先立つ2月末から3月初め、グラスゴー市警中央署に市民たちを呼び寄せてのパレード（複数人から犯人を選ばせる形式の面通し）が行われた。その結果、ニューヨーク帰りの3人に加えて12人の市民と警官が、スレイターを含めた12人の男が並ぶ中から、スレイターを「事件の数週間前から現場周辺をうろついていた不審な男」として識別した。
しかし、この面通し以前からスレイターの外国人風の顔は新聞の写真で広く知られており、さらに識別対象とされた12人の男の中で外国人風の顔をした者はスレイターだけであった。加えて、そもそもスレイターの自宅は事件現場から4分の1マイルの距離にあった（下図参照）。このような面通しの方法は不公正ではなかったかと後の裁判で弁護側に尋ねられたジョン・トムソン・トレンチ（John Thomson Trench, グラスゴー市警中央地区刑事部士官）は、「それはいちばん公平な方法かもしれませんが、グラスゴーでの習慣ではありません」と述べた。

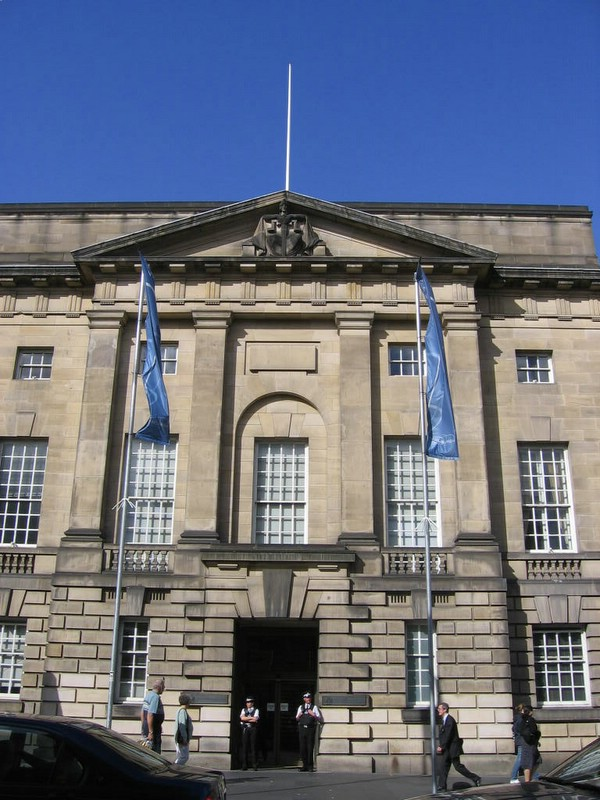
高等法院（謀殺・反逆・強姦などの重大犯罪ではここが第一審裁判所となる）

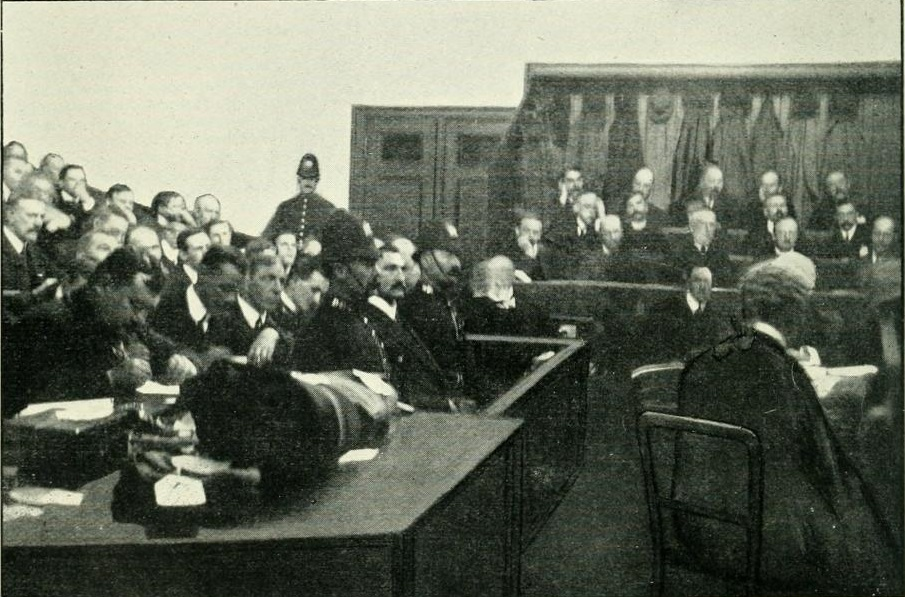
高等法院でのスレイター（写真中央、2人の廷吏の間）

スレイターに対する公判は、エディンバラの高等法院で5月3日から開始された。チャールズ・ジョン・ガスリーが判事となり、検察側には3名の検察官と1名の代理人が、弁護側には2名の弁護士と1名の代理人が付いた。主任検察官は法務次官のアレグザンダー・ユアが務めた。4日間続いた審理では検察側から60人、弁護側から14人の証人が証言台に立った。

#### 目撃証言
そもそもランビーは、事件当夜の聴取においては、犯人を識別することはできない、と述べていた。にもかかわらず、ランビーは公判においてスレイターが犯人であると断言し、ニューヨークの法廷でスレイターの識別をためらったこと自体を否定した。弁護側から「アメリカでは何を根拠にスレイターを識別したのか」と尋ねられると、「歩き方と背の高さと、黒っぽい髪と、それに横顔です」と答えた。弁護側が証言の変遷を追及すると、「ですから今言っているんです」と述べて沈黙した（ガスリー判事は後日、ランビーを評して「知的容量の少ない、浅薄で無分別な女性」と述べている）。
残る2人の証人のうち、バロウマンは証言を「とてもよく似ている」から「疑いがない」に変更し、アダムスは警察署でも高等法院でも一貫して「非常によく似ている」とだけ述べて断言を避けた。なお、ランビーが語った犯人の特異な歩き方については、バロウマンとアダムスは、犯人の歩き方に目に付く点はなかったと述べ、3人に付き添ってニューヨークまで出向いたパイパー警部は、スレイターの歩き方に特徴はないと証言した。同じく証人たちにニューヨークまで同行した裁判所書記官は、足元を注視していればその特徴に気付くだろうと述べた。
グラスゴー地下鉄ケルビンブリッジ駅の出札係は、事件当日の19時30分から20時までの間に、スレイターによく似た男が、非常に慌てた様子で駅に駆け込んできたと証言した。しかし、その男は黒いコート姿で髭は剃っていたうえ、現場から駅までは走って5、6分しかかからない。そのうえ直後の20時15分には、スレイター行きつけの食料品店の店員が、スレイターがセント・ジョージズ・ロードの自宅前に立っているのを目撃している。にもかかわらず、この店員は検察側証人リストから外され、弁護側にもその存在すら知らされなかった。また、事件直後にフラットの表で2人の男を目撃したと証言していた市民も（上記参照）、検察側から46号という証人番号まで与えられながら、法廷に喚問されることはなかった（ただし、警察署での面通しでは彼女も、目撃した男の片方がスレイターであったと識別している）。
犯人の髭については、バロウマンとアダムスは剃っていたと証言した。これについて弁護側は、事件後の21日深夜から25日までに会ったスレイターが、かなり目立つ口髭を生やしていたのを見た証人が複数いると反論した。
さらに弁護側は、事件当夜に現場から1マイルほど離れたビリヤード場（下図参照）で18時30分頃までスレイターと一緒であったという2人の証言から、スレイターのアリバイを主張した（ただし、この2人は時刻を時計で確かめてはいない。加えてスレイターは足が速かったという）。また、スレイターの愛人と使用人も、スレイターは事件当日の夜7時に自宅で夕食をとっていたと証言している。さらに、スレイターは事件直後の21時45分頃、行きつけの市内のクラブ（下図参照）に子鹿色の防水製オーバーコートと灰暗色のドニゴール・ハット姿で現れているが、そのときの着衣には何の乱れもなかった、とクラブの主人は証言した。

#### 物証

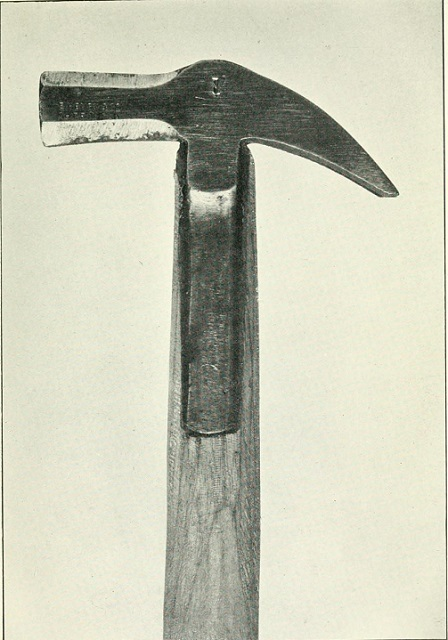
凶器とされたハンマー（検察側提出証拠物件47号。画像ファイルは実物大）

スレイターの荷物から発見された子鹿色の防水製オーバーコートについて、ランビーとバロウマンはそれが自分の見たものと似ていると述べた。しかし、事件現場は部屋中が血まみれになっていたにもかかわらず、オーバーコートとハットから血液と断定できるものは発見されなかった。同じくスレイターのハンマーについても、オーバーコートと同様に哺乳類の赤血球に似た微粒子が検出されていたが、それは血液と断定できるほどの量ではなかった。また弁護側も、街の金物屋で売られていた2シリング6ペンスの家庭用道具セットの中のもののような凶器では、ギルクリストの脳を辺りに飛び散らせるほどの損傷は与えられない、と主張した。
対して専門家たちの見解では、検察側証人のグラスゴー大学法医学教授ジョン・グレイスターは、屈強な男が老女を撲るのであればそのような凶器でも犯行は可能であると述べ、凶器の形も遺体の傷跡と矛盾しないとした。そして、ハンマーにはサンドペーパーをかけた跡があるとも述べた。ケンブリッジの公衆衛生専門医ヒュー・ゴルト (Hugh Galt) は、小さなハンマーでも犯行は不可能ではないが、「アプリオリに」「肉屋の大包丁」を凶器と想像したと述べた。
他方、弁護側証人となったエディンバラ大学医学・理学博士W・G・エイチソン・ロバートソン (en) は、ハンマーの形は遺体の傷口と全く一致しないと述べ、凶器は重量のある火かき棒のようなものであるとした。また、ハンマーに何かしら手を加えた痕跡は一切ないとも述べた。同大学医学士・外科医学修士アレグザンダー・ヴァイチ (Alexander Veitch) も、スレイターのハンマーでは犯行はまったく不可能であり、凶器はより大きなハンマーないしバールであろう、とした。
一方で、事件直後に警察に呼ばれて最初に遺体の検死を行った市内の医師は、ギルクリストが現場にあった椅子で撲殺されたものと確信した。通常、遺体を最初に検分した医師は裁判で検察側の証人とされる慣例があったが、この医師の証言はなぜか一切採用されなかった。椅子には血の手形がはっきりと付いていたが、それもなぜか証拠として提出されなかった。

#### 傍証
目撃証言と物証の他にも、スレイターが事件直後に偽名でアメリカへ出国したことは国外逃亡と見なされ、間接証拠として検察側に取り上げられた。検察側は、列車でグラスゴーを発ったスレイターと愛人が、追手をまくためにロンドンまでの切符を買ってリヴァプールで途中下車したと主張した。12月25日のカレドニアン鉄道グラスゴー・セントラル21時5分発ロンドン・ユーストン行列車には、普段は連結されていないリヴァプール・ライム・ストリート直行の車両が付いていた。その列車の切符はリヴァプールまでの片道切符が2枚、ロンドンまでの片道切符が2枚販売されていたが、セントラル駅の駅員は、スレイターに非常によく似た、口髭を生やした男にロンドンまでの切符を2枚売ったと証言した。
しかし、スレイターの荷物には最初からリヴァプールへの荷札が付けられており、リヴァプールまで売れた切符が2枚であるのに対して、そこで列車を降りた乗客もスレイターと愛人の2人しかいなかった。加えて、スレイターは23日に市内の旅行代理店で店員に本名と住所を告げてルシタニア号のチケットを予約している（ただし、チケットの受け取りには現れなかった）。25日の出発直前にも、行きつけの理髪店で理髪師に、仕事がないのでルシタニア号でグラスゴーを発つと話し、さらには事件の数週間前からクラブ仲間たちに対して自身のアメリカ行きを触れまわっていた。以上のことから弁護側はスレイターに高飛びの意図はなかったと反論した。

#### 結審
5月6日に審理は最終日を迎え、残すところは検察側・弁護側双方の最終弁論、そして陪審に向けた裁判官説示ばかりとなった。
ユア法務次官は、2時間にわたる検察側最終弁論をメモも持たずに喋り通した（これについて、著名な法廷弁護士のエドワード・マーシャル・ホールは後に「だからあんなに間違いが多かったんだろうよ」と語っている）。ユアはあくまでスレイターの高飛びを主張し、12月25日の新聞に名前が載せられてから突然スレイターが姿を消したことをその論拠とした。
しかし、25日はスレイターがクラブ仲間によって警察に通報された当日であって、その名前が新聞に載せられたのはさらに1週間後のことである。また、スレイターが住居を引き払ったのはクラブ仲間の通報よりも前の時刻である。さらにユアは最終弁論になって初めてスレイターとギルクリストの関係について言及し、「この婦人がこうした宝石類を所有していたことを如何にして被告人が知るようになったか、それはあとで説明することにします」と述べた。そして、説明せずに弁論を終えた。

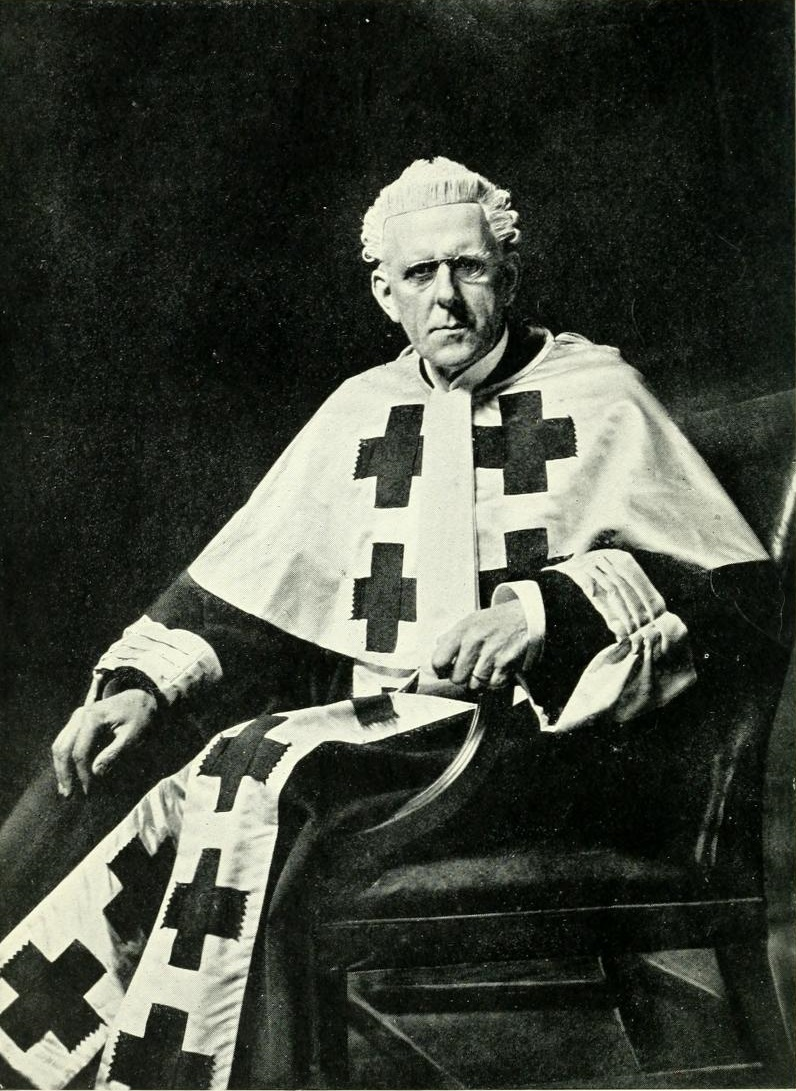
チャールズ・ジョン・ガスリー

対する弁護側は、誤った犯人識別が冤罪を生んだアドルフ・ベック事件 (en) を例に挙げ、先入観を捨て事実のみに基いて評決を下すよう陪審に語りかけた。しかし、その直後の裁判官説示でガスリー判事は、陪審に向けて「被告人は己が身を養うのに男たちの零落によったり、女たちの堕落を喰いものにしたりして、多くのゴロツキでさえも敢えてしようとはせぬやり方で過去数年を送って来ました」と、審理で証明されなかったことを事実であるかのように語った。それにとどまらず「その男の生活は何年ものあいだウソであったばかりでなく、今日もウソなのです」と人格攻撃を行い、「このような類の男には、あの自己に有利な無罪の推定を受けるという恩恵が与えられないからです」として無罪推定の原則を否定してみせた。
以上の最終弁論と説示を聞き終えた陪審団は、70分間の合議の後、有罪9票・「証明なし」5票・無罪1票の過半数でスレイターを有罪と評決し、ガスリーはスレイターを5月27日にグラスゴー刑務所で処刑すると言い渡した。
判決の際、スレイターは覚束ない英語で叫んだ。

### 減刑
グラスゴー刑務所へ送られたスレイターは処刑を待つばかりとなったが、一方で裁判に対する疑問から、助命嘆願には2万人を超す署名が集まった。スコットランド大臣ジョン・シンクレアは、大法官ロバート・リード、陸軍大臣リチャード・ホールデン、そしてガスリー判事の3者に意見を求めた。3人は死刑執行延期に反対したが、判決に疑問を抱いていたシンクレアは、法律の門外漢であったにもかかわらず3人の異議を却下した。
5月25日夜、シンクレアによってスレイターは「国王陛下より御沙汰のあるまで」終身刑に減刑された。7月8日にスレイターはピーターヘッド刑務所へ移監された。この異例の決定については、庶民院でも質疑が行われたが、ユアは一切の資料の提出を拒否した。

## 再調査

### 支援の声

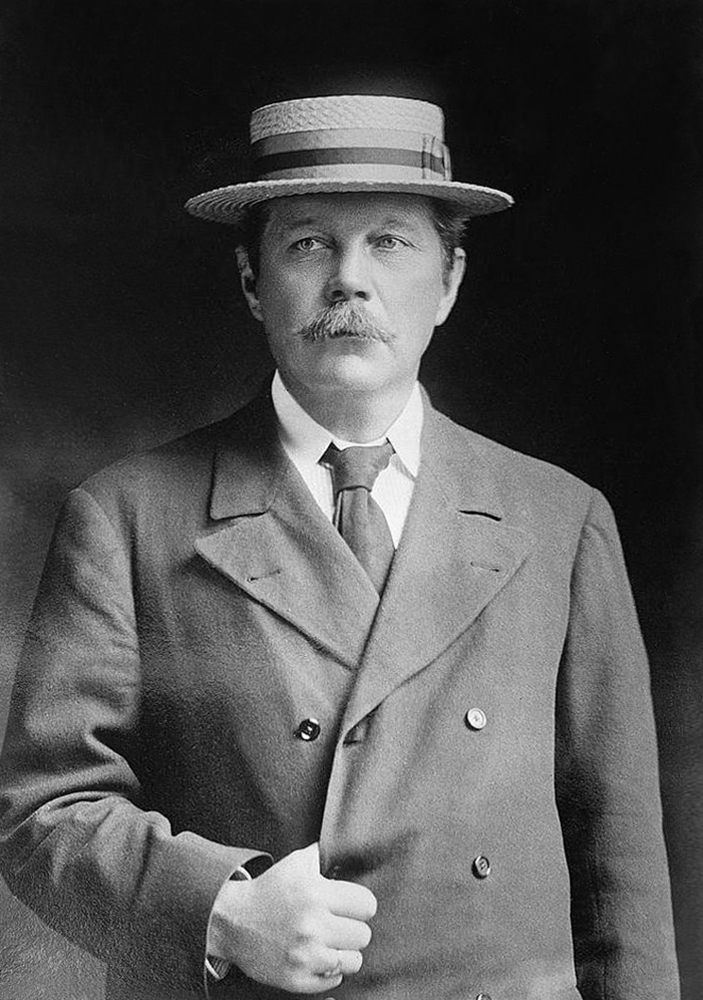
「気の毒なスレイターの声が監獄の塀の向こうから聞こえてくる。旅人の泣き叫ぶ声のようだ。穴の中に陥ち込んでしまい、通りすがりの人たちからの助けを呼び求めている旅人のように」 — コナン・ドイル

翌1910年4月、スコットランドの事務弁護士であり在野の犯罪学者であるウィリアム・ラフヘッド (en) が、『オスカー・スレイター裁判』(Trial of Oscar Slater)を発表し、裁判の欠陥を指摘した。この書籍はエドワード・マーシャル・ホールや後のイギリス首相ラムゼイ・マクドナルドなど多くの著名人に影響を与え、その中には名高い小説家のアーサー・コナン・ドイルも含まれていた。
もともとドイルは、1903年のジョージ・エダルジ事件でも犯人とされた男性を救うなど、冤罪事件に関しては実績を持っていた。愛国者のジェントルマンであるドイルと、正業に就かない兵役忌避者のスレイターは、人間的に全く相容れない存在であった。にもかかわらずドイルは、独自の調査の結果スレイターの冤罪を確信し、1912年8月21日に『オスカー・スレイター事件』(The Case of Oscar Slater)と題した80ページのパンフレットを発表した。その中でドイルは、ブローチの窃盗は単なる目くらましであり、犯人の真の目的はギルクリストから遺言状を奪うことであったという推理を展開した。凶器については遺体を最初に検分した医師の見立てに否定的で、バールもしくは証拠物件よりも頭部が長く柄の短い左官用ハンマーであると推理している。

### 現職刑事の告発
新聞などによるキャンペーンが続けられる一方、かつて事件の捜査を担当したグラスゴー市警警部補のジョン・トムソン・トレンチ（上記参照）も、親友であったグラスゴーの事務弁護士デイヴィッド・クック (David Cook) に対し、内部情報をリークしていた。そして1914年3月、クックはこの情報をもとに、当時のスコットランド大臣トマス・マキノン・ウッドに真犯人の存在を指摘する上申書を提出し、事件の再調査を求めた。ウッドはこの要求を容れ、ラナークシャーの州裁判所（民事裁判所）判事であったジェームズ・ガードナー・ミラー (James Gardner Millar) を長とする再調査委員会（ミラー委員会）を設置した。
事件当時は士官であったトレンチはあれから警部補に昇進し、勤続21年の敏腕刑事と知られ、国王から勲功章を授与されるまでになっていた。かねてからトレンチはスレイターの事件での面通しの方法に不信感を抱いていたが、その不信感が決定的になったのは、1912年10月にダンディー近郊のブロウティ・フェリーで発生した殺人事件がきっかけであった。
その事件は、老婦人の被害者が撲殺された点、被疑者がよそ者であった点、そして目撃証言をほぼ唯一の証拠として被疑者が特定された点などがスレイターの事件に酷似していた。犯人とされた貧しいカナダ人の男は、5人の目撃者に犯人であると断定されながらも、自分は事件当日はアントウェルペンにいたと主張していた。その捜査手腕を買われてダンディー市警から応援を要請されたトレンチは、男の言葉を信じて現地へ赴き、そこで男が事件発生時刻と同じ時刻にウェストコートを質入れしていたことをつきとめた。このアリバイによって男が釈放された経験から、トレンチはスレイターの冤罪を確信するようになり、かつての公判に提出されなかった証人たちの供述書をクックに暴露していた。

### 消された「A・B」
トレンチが上申書の中で繰り返し述べたのは、とある人物についての疑惑であった。トレンチの主張するところによれば、事件発生直後にランビーがギルクリストの姪の家を訪れていたとの情報を得た彼は、事件から2日後の1908年12月23日に姪を聴取し、次のような供述を得たという。
上の供述に現れる「A・B」という人物は、再調査の終了後に委員会が纏めた白書の中ではこの2文字に置き換えられている。また、「A・B」について言及されていた記述も、白書の中ではミラーの権限によりすべて削除されている。
1909年1月3日の聴取において、トレンチらがランビーにスレイターの似顔絵を見せたところ、ランビーは「こんな人は知らない」と述べたという。そして、「A・B」について尋ねられたランビーは、「私が見たのがその人でないとしたら、ずいぶん変な話だわ」と語ったという。トレンチはまた、事件の翌日にグラスゴー市警の刑事部長、警視、そしてパイパー警部の3人が「A・B」の自宅へ出向いたとも語った。トレンチがこれを上司に報告すると、その件は警視が片付けたので、もう手出しできない、と上司に言われたという。

### 新証言
これに加え、トレンチは1913年の末頃、バロウマンの雇い主であった靴屋の兄妹から新たな証言を得たという。それまで目撃証言についてバロウマンは、店の客に届け物に行く途中で犯人にぶつかったと証言していた。これについて兄妹は、バロウマンを使いに出したのはその3日前の18日のことであって、帳簿の記録からみてもバロウマンは嘘をついている、とトレンチに述べたという。事件当時、雇い主がこれをパイパー警部に伝えると、「事件全体を引っくり返すようなことになる」として口止めされたという。トレンチもまた、犯人を追って現場から表通りへ駆け出たランビー、アダムスやその家族が、同じ時刻に通りを歩いていたはずのバロウマンを誰一人目撃していないことを理由に、彼女の証言が偽りであるとした。
さらにリヴァプール市警警部の証言がある。事件直後にグラスゴー市警から連絡を受けたこの警部は、すぐさまリヴァプールのホテルにスレイターたちが泊まっていないか照会を入れた。そのときにはすでにスレイターたちはホテルをチェックアウトしていたが、警部はそこで、スレイターが宿泊者名簿に本名と住所を記していたことを発見した。スレイターの高飛びを否定するこの証拠は、グラスゴー市警を介して地方検察官に伝えられていたが、検察側はこれを裁判に提出していない。

### ミラー委員会
以上の暴露情報を検証するためのミラー委員会は、1914年4月23日から25日にかけて、グラスゴー州庁舎で非公開に設けられた。しかし、この委員会はあらかじめ「公判の運営には絶対に関係せぬ」（つまり「公判のあり方を批判してはならない」）と定められていた。さらに、弁護側からは誰一人立ち合いを許されなかった一方で、グラスゴー市警本部長と地方検察官の立ち会いが受け入れられるなど、再調査は形だけのものに過ぎなかった。加えてミラー委員長は刑事事件については素人であった。
委員会の場でも、トレンチはミラーに対して、自分の述べたことは真実であると主張し続けた。しかし、「A・B」に対する疑惑について警察関係者はことごとく、「A・B」は事件に関係しておらず、それを疑わせるような捜査記録も存在せず、トレンチからそのような言葉を聞いたこともない、と否定した。ギルクリストの姪とランビーも、事件当夜に「A・B」について言葉を交わしたことを否定し、トレンチの証言は「初めから終わりまでまったくのデタラメ」であると述べた。さらにはバロウマンの雇い人兄妹も、帳簿の情報がすべてとは限らない、としてバロウマンが嘘をついたということを否定し、そもそもそのようなことをトレンチに話したこともない、と述べた。靴屋の客も、21日の夜に確かにバロウマンから品物を受け取っていると証言した。
再調査の終了後、ウッドは事件に関して「新しい事実は何ひとつ実証されておりませんので、すでに下されている判決に対し、それを妨げるようわたくしが勧告する正当な理由がございません」と述べたが、調査結果を纏めた政府白書の内容は世間の非難を浴びた。

### 再調査後
9月14日、トレンチは守秘義務を破ってクックに情報を与えたことを理由に、グラスゴー市警を免職された。その後、トレンチは陸軍に入隊し、ロイヤル・スコッツ・フュージリアーズ連隊の憲兵曹長となった。しかし、1915年5月に、市警時代に行ったとされる盗品授受の容疑でクックとともに逮捕され、8月に高等法院で裁判にかけられた。
その事件の内容は、2人がグラスゴーの宝石店から盗まれた品を非公式のルートで取り戻したというものであった。しかし、裁判でチャールズ・ディクソン判事はこの2人の行為をむしろ称賛されるべきものであると述べ、陪審団も全員一致で2人に無罪評決を下した。トレンチは軍へ戻って第一次世界大戦を戦い、1919年5月に世を去った。クックもその2年後に死去した。

## 控訴審へ

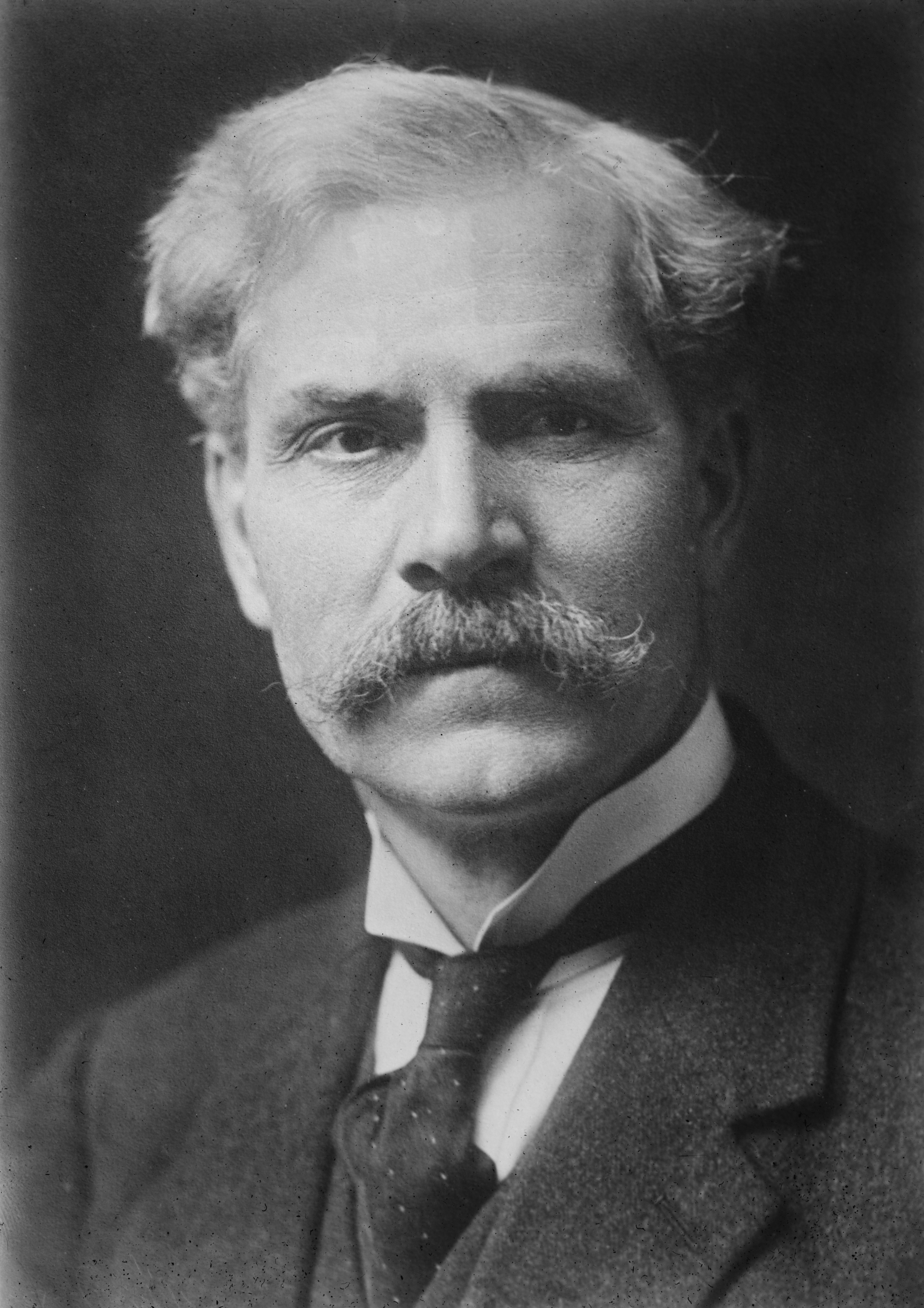
「スコットランド当局はこの事件において己が義務を果すことができなかった。市民はそれを黙って見逃すべきではない。国会議員もまた同じだった。――この事件で私を激励してくれた議員はただ一人、ラムゼイ・マクドナルド氏だけだった」 — コナン・ドイル

トレンチとクックの尽力は実を結ばず、大戦の激化とともにスレイターは世間から忘れ去られ、ピーターヘッド刑務所の労役場で花崗岩を削る日々を過ごしていた。しかし、トレンチの未亡人とクックはドイルに資料と望みを託していた。ドイルもまた、スコットランド大臣に繰り返しスレイターの恩赦を要求したが、すべて拒否された。そこでドイルは正攻法ではなく世論に訴えることにし、トレンチとも親交のあったグラスゴーの記者ウィリアム・パーク (William Park) と接触した。
ドイルの協力の下にパークが執筆し1927年7月に発表した『オスカー・スレイターの真実 - 囚人自らの物語とともに』(The Truth about Oscar Slater: With the Prisoner's Own Story) は、再び社会にセンセーションを巻き起こした。さらに野党労働党党首のラムゼイ・マクドナルドが再びスレイターの無実を訴え、与党保守党を議会で追及した。この時期、マクドナルドはドイルと秘密裏に連絡を取り合い、情報を交換していた。

### 19年目の告白
そんな中、10月23日の『エンパイア・ニューズ』(en) に、大戦後に夫とともに渡米しそこで帰化していたランビーの暴露記事が載せられた。それによれば、ランビーは犯人がよくギルクリストのもとを訪れていた男だと知っていて、その男の名を警察に告げたところ「ナンセンス」だと言われた。そして、逆に40ポンドを報酬としてスレイターが犯人であると証言するよう指示されたという。
告白についての詳しい状況説明は記事にはないが、ドイルはその内容が真実であると保証した。
その直後の11月5日、こちらはグラスゴーに住み続けていたバロウマンが、『デイリー・ニューズ』上で署名入りの告白を行った。こちらによれば、バロウマンはスレイターが犯人に「非常によく似ている」としか言いたくなかったが、地方検察官に脅され、証言を15回練習させられて、100ポンドの報酬で証言を曲げたという。
これらの告白がなされるや当局は態度を翻し、11月14日、スコットランド大臣ジョン・ギルモアは「良好な服役態度」を理由にスレイターをピーターヘッド刑務所から釈放した。しかし、当局が誤判を認めなかったことはドイルの怒りを激化させた。
ドイルは首相のスタンリー・ボールドウィンに手紙を送り、スレイターの再審を行わなければ、あらゆる選挙戦でスレイター問題を持ち出して保守党政権の怠慢を暴いてやると脅しをかけた（ただしドイル自身は保守党支持者であった）。このドイルの圧力と、野党からのマクドナルドの圧力が功を奏し、翌15日にギルモアは、前年に定められた刑事控訴法第16条に基づき、新たに設置された刑事控訴裁判所に事件を付託すると決定した。30日に議会は事件に対して法を遡及適用するための限時法を通過させ、オスカー・スレイター事件についての控訴が可能となった。

### 控訴審
1928年6月8日、スレイターの控訴審は、19年前と同じエディンバラの高等法院で開始された。法廷の構成は、高等法院長官ジェームズ・エイヴォン・クライド、上席判事ロバート・マンロー、そしてクリストファー・ジョンストン、ロバート・ブラックバーン (en)、デイヴィッド・フレミングの計5名の判事に加え、弁護側にはクレイギー・エイチソン、ジョン・ワトソン、ジェームズ・レイサム・クライド（ジェームズ・エイヴォンの息子）の3名の弁護士が、検察側には法務次官ウィリアム・ワトソンら3名が付いた。その他にも、ラフヘッドやニューヨーク裁判でのアメリカ側関係者、遺体を最初に検分した医師の未亡人、前述のリヴァプール市警警部など、さまざまな人物が証人として新たに立てられた。
弁護側はスレイター本人も証人として申請したが、裁判所は、無罪だと訴えるだけの証人を尋問するのは時間の無駄であるとしてこれを許可しなかった（19年前の裁判でも、スレイターは証人として出廷することを強く望んでいたが、彼の後ろ暗い情事や商売を追及されることを恐れた弁護側が、その要求を退けていた）。スレイターはこれに憤激し、6月13日に周囲に無断で控訴を取り下げてしまった。翌14日にスレイターはそれを撤回したが、この行動は支援者たちの怒りを買い、ドイルなどは「最初の判決どおり死刑を執行してくれと申請書にサインしてやりたい」とまで感じた。
控訴審で弁護側は主に、過去の裁判で検察側の行った弁論に重大な偽りが含まれていたこと、検察側がスレイターに有利な証拠を隠蔽したことによってスレイターが不利益を被ったこと、そして判事による説示の内容が不適切であったことの3点を主張した。対する検察側は、目撃証言の正確性やスレイターの高飛びについての主張をあくまで維持した。
そして、すべての議論と証人調べの終わった7月20日、5人の判事たちは全員一致で判決に達した。それによれば、過去の判決後に判明した新事実の中に重要なものはなく、検察側が証拠を隠蔽したことによってスレイターが不利益を被ったこともないが、ガスリー判事が被告人に対する人格攻撃を行ったことただ一点を挙げても、有罪判決を破棄するには充分である、とされた。こうして、元死刑囚オスカー・スレイターは20年越しの無罪判決を受けた。

## その後
ドイルによれば「美談の余波は痛ましくあさましいものだった」。8月4日、スレイターは政府から6000ポンドの補償金を提示された。弁護士に任せていれば遥かに多額の補償を受けられたはずであったが、スレイターは誰に相談することもなく補償金の受け取りを決めた（ただし、訴訟費用の1500ポンドはそこから差し引かれた）。さらに、控訴審の費用の一部は一般からの寄付やユダヤ人団体からの支援によるもので、ドイルに至っては私財を投じて費用の大半を個人で保証し、数百ポンドの負債を作ってまでスレイターを支えたにもかかわらず、スレイターは支援者への弁済を拒否した。
ドイルは「まったくの恩知らずであり愚か者であって、こんな人間は今までに見たこともありません」とスレイターを非難し、片や「スコットランドのドレフュス」を自称するスレイターは「俺が監獄にいたとき、俺のことを書いて何百ポンドと儲けたはずじゃないか」「今は、もう名前も売れなくなった。だもんだから、俺に払えなんて言いやがる」と言い放った。
結局スレイターはドイルに250ポンドを支払ったが、2人の関係が破綻してから2年後、ドイルは71歳で世を去った。スレイターは1933年に30歳下の女性と再婚したが、第二次世界大戦中は敵性外国人として夫婦で短期間抑留された。スレイターは1946年に帰化を申請し、1948年1月31日にエアで、76歳で死去した。

## 推理
記録から抹消された被疑者「A・B」の正体については、多くの推理がなされてきた。作家のジャック・ハウス (en) は1961年に事件について『殺人平方マイル』(en) を著し、「A・B」の正体は地元の実業家であり、ギルクリストの甥も犯行に加わっていたと主張した。しかし、ハウスは後にその実業家が架空の人物であったと認めた。
ただしギルクリストの義理の甥については、ドイルも彼が犯人であると推理している。後にセント・アンドルーズ大学の名誉教授までなった高名な医師であるこの甥について、トレンチは彼が犯人であると名指ししたが、証明はできなかった。これについてノンフィクション作家のトマス・トーヒル (en) は、この甥がギルクリストの相続人であるギルクリストの姪と親しかったこと、鼻の特徴がスレイターと似通っていたこと、その社会的地位の高さゆえに当局が追及を避けたことなどを理由に、トレンチの主張を支持している。なおこの甥の兄は弁護士であり、エディンバラ裁判のユア検察官とは同じ学部に通った友人同士であった。

## 図表

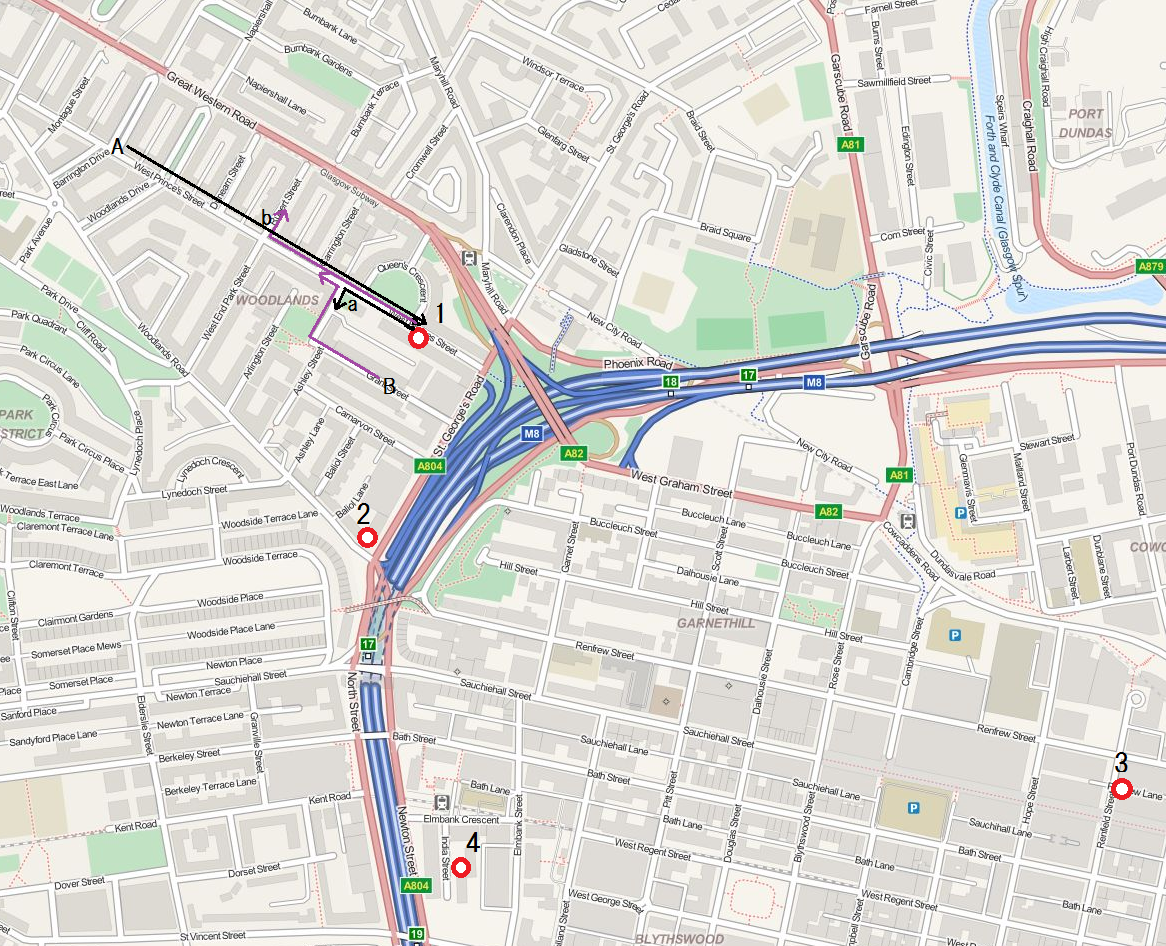
現場周辺図（検察側提出証拠物件7号から作成。事件当時は高速道路などは存在しなかったことに注意）
1. 事件現場
2. スレイターの自宅
3. スレイターが事件当日の18時30分頃までいたとされるビリヤード場
4. スレイター行きつけのクラブ
黒線A - バロウマンが事件当夜に通ったとされるルート
黒線a - バロウマンが証言した不審な男の逃走経路
紫線B - 別の市民が事件当夜に通ったとされるルート
紫線b - 別の市民が証言した不審な男たちの逃走経路

| 年     | 月日           | 事柄                                                                      |
| ------ | -------------- | ------------------------------------------------------------------------- |
| 1908年 | 10月28日       | オスカー・スレイター、ロンドンからグラスゴーへ着く。                      |
|        | 12月21日       | 事件発生。                                                                |
|        | 12月25日       | スレイター、愛人と列車でグラスゴーを発つ。                                |
|        | 12月26日       | スレイター、愛人と船でリヴァプールを発つ。                                |
|        |                |                                                                           |
| 1909年 | 01月02日       | スレイター、ニューヨーク港で逮捕される。                                  |
|        | 01月19日       | ニューヨークの法廷で引き渡し裁判開始。                                    |
|        | 02月06日       | スレイター、強制送還を拒否する権利を放棄。                                |
|        | 02月14日       | スレイター、船でニューヨークを発つ。                                      |
|        |                |                                                                           |
|        | 02月21日       | スレイター、船でスコットランドへ戻る。                                    |
|        | 05月03日       | エディンバラの高等法院で公判開始。                                        |
|        | 05月06日       | 公判終了。スレイターに死刑判決が下る。                                    |
|        | 05月25日       | スレイター、終身刑に減刑される。                                          |
| 1910年 | 04月           | ウィリアム・ラフヘッド、『オスカー・スレイター裁判』を発表。              |
| 1912年 | 08月21日       | アーサー・コナン・ドイル、『オスカー・スレイター事件』を発表。            |
| 1914年 | 04月23日 -25日 | ミラー委員会が事件を再調査。                                              |
|        | 06月17日       | スコットランド相トマス・マキノン・ウッド、判決は変更しないと発言。        |
|        | 09月14日       | グラスゴー市警警部補ジョン・トムソン・トレンチ、免職される。              |
|        |                |                                                                           |
| 1927年 | 07月           | ウィリアム・パーク、『オスカー・スレイターの真実』を発表。                |
|        | 10月23日       | 『エンパイア・ニューズ』がヘレン・ランビーの告白を掲載。                  |
|        | 11月05日       | 『デイリー・ニューズ』がメアリー・バロウマンの告白を掲載。                |
|        | 11月14日       | スレイター、釈放される。                                                  |
|        | 11月15日       | スコットランド相ジョン・ギルモア、 事件を刑事控訴裁判所へ付託すると決定。 |
|        | 11月30日       | 議会、事件に対し刑事控訴法の訴求適用を認める特別法を可決。                |
| 1928年 | 06月08日       | エディンバラの高等法院で控訴審開始。                                      |
|        | 07月20日       | 控訴審終了。原判決が破棄され、スレイターは無罪となる。                    |
| 1930年 | 07月07日       | アーサー・コナン・ドイル、死去。                                          |
|        |                |                                                                           |
| 1948年 | 01月31日       | オスカー・スレイター、死去。                                              |